# زندان قدیمی اومئو
زندان قدیمی اومئو (به سوئدی: Umeå gamla fängelse) یک زندان قدیمی و سابق در شهر اومئو، سوئد است.
این زندان در سال ۱۸۵۹ شروع به ساخت و در سال ۱۸۶۲ ساخت آن به پایان رسیده است اما استفاده از آن از سال ۱۸۶۱ شروع شده است و تا سال ۱۹۸۱ مورد استفاده قرار میگرفته است اما در سال ۱۹۹۲ این بنا به یکی از آثار ملی سوئد تبدیل شد و در سال ۱۹۸۷ و دهه ۱۹۹۰ مورد استفاده چند گروه تئاتر و در سال‌های ۲۰۰۷-۲۰۰۸ به عنوان هتل استفاده شده بوده است.

## نگارخانه

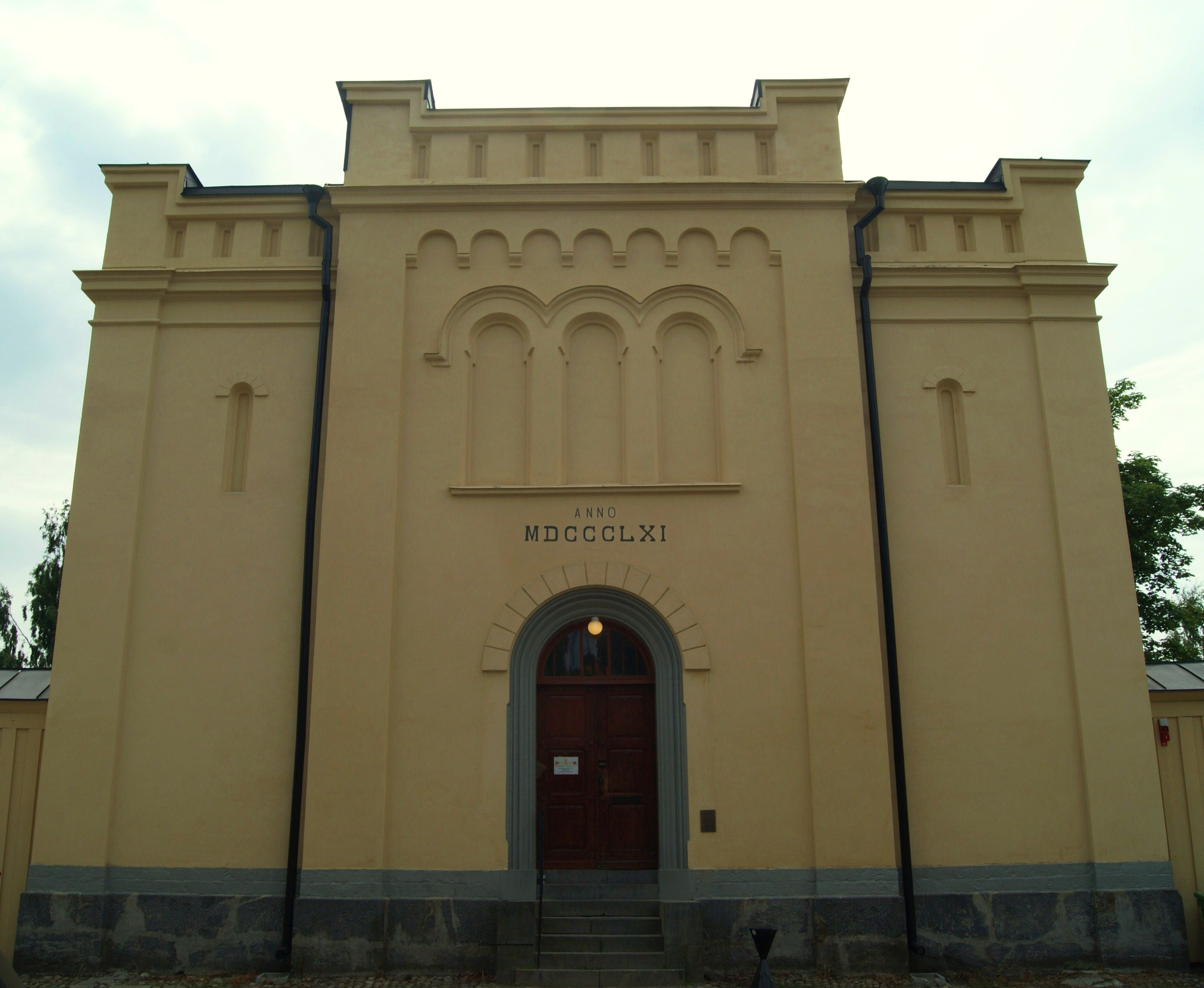
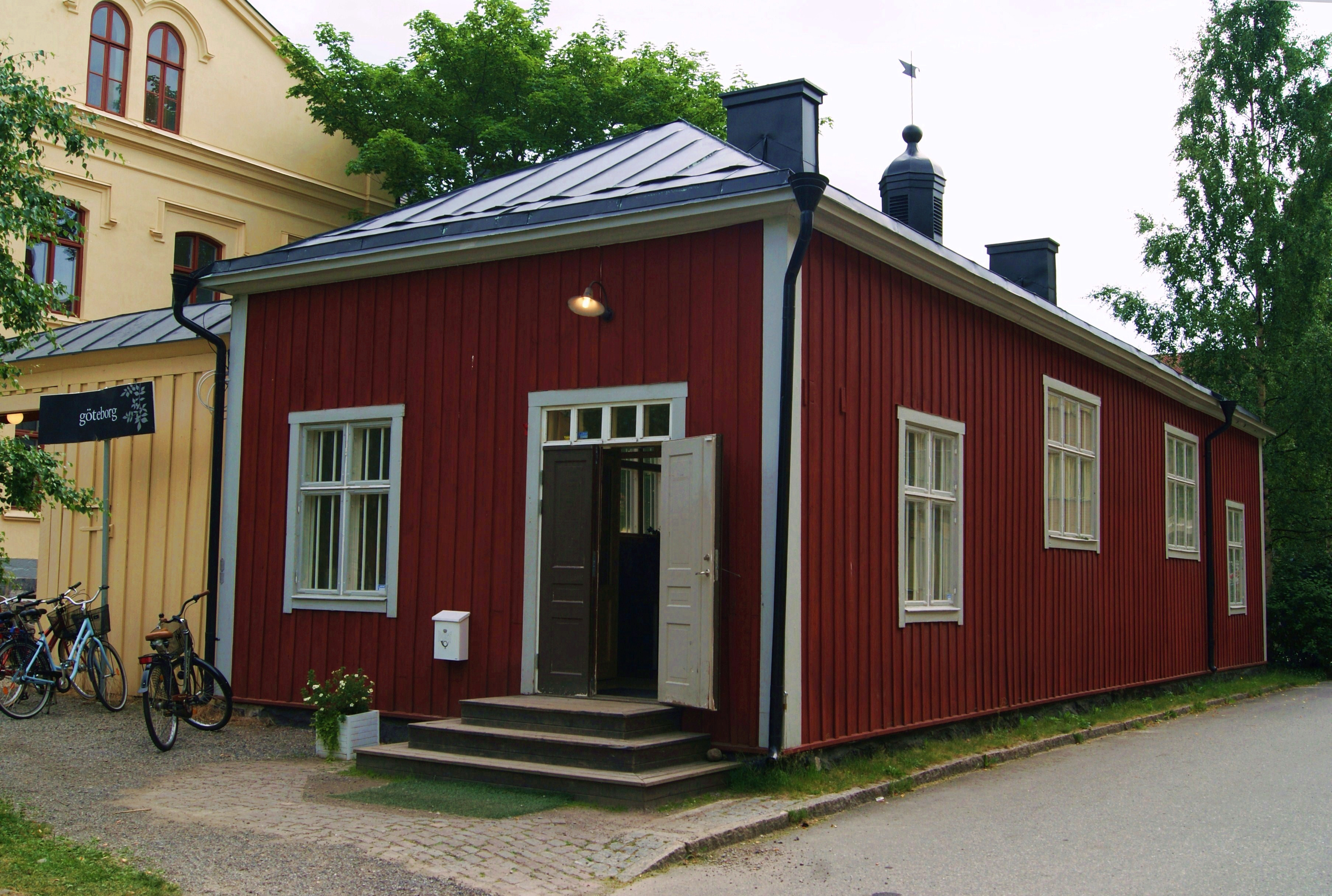
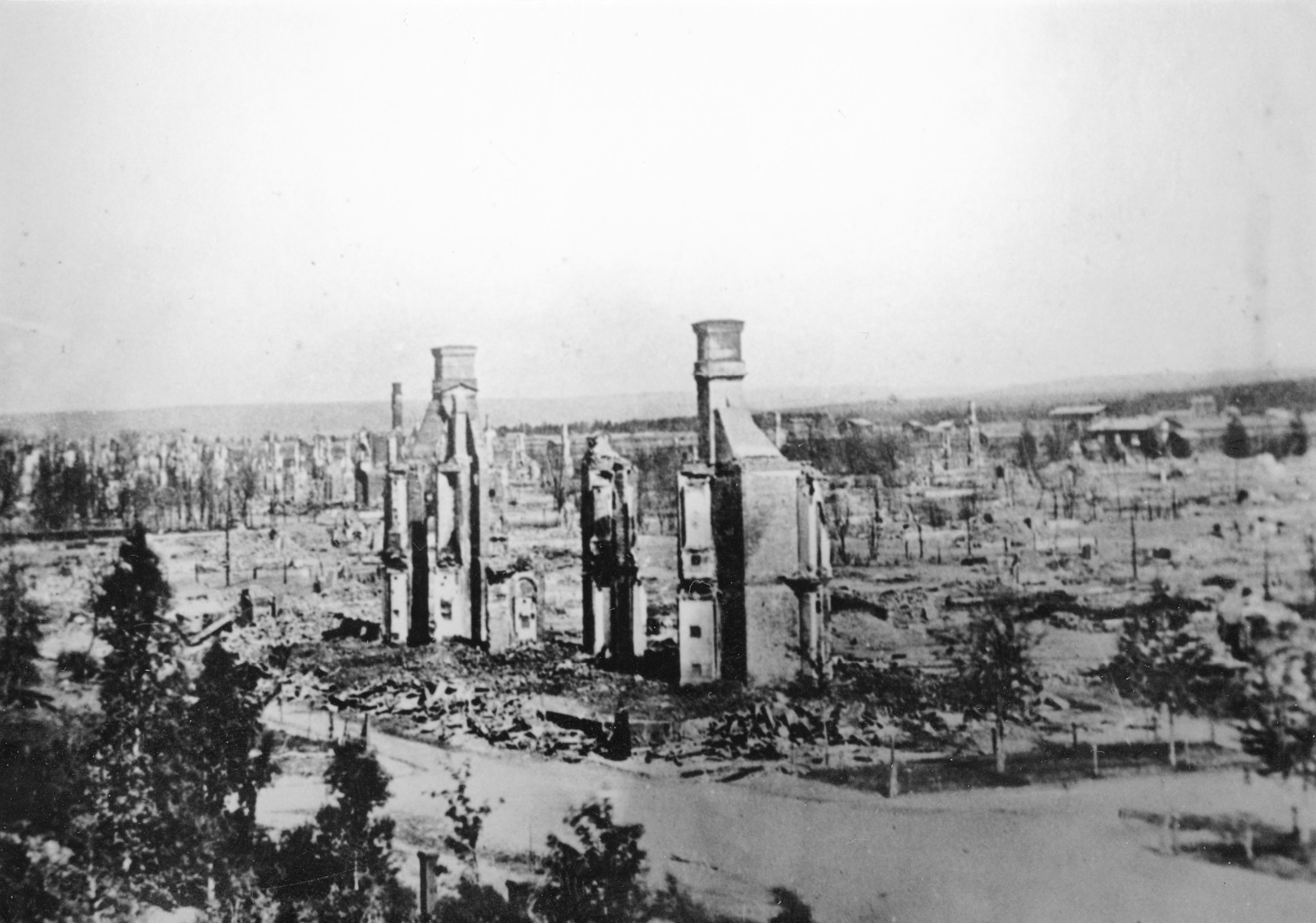